# Scalpellum bartonianum
Scalpellum bartonianum är en kräftdjursart som beskrevs av Toni M. Withers 1953. Scalpellum bartonianum ingår i släktet Scalpellum och familjen Scalpellidae. Inga underarter finns listade i Catalogue of Life.